# ペドロ・ロペス
ペドロ・アロンソ・ロペス（スペイン語: Pedro Alonso López、1948年10月8日 -）は、コロンビア生まれの連続殺人犯。コロンビア、エクアドル、ペルーにて、合計300人を超える少女を殺害した。ロペスによれば、「エクアドルでは少なくとも110 人、コロンビアでは100人、ペルーでは100人以上を殺した」という。
ロペスの犯罪は、フリーランスのジャーナリストであるロン・レイトナー(Ron Laytner)が敢行した、独房内にいるロペスへのインタビューならびにAP通信が伝えた報道により、世界的な注目を集めることとなった。
ロジャー・ボアー(Roger Boar)とナイジェル・ブランドウ(Nigel Blundell)による1990年の著書『The World's Most Infamous Murders』（『世界で最も凶悪な殺人犯たち』）にロペスが掲載され、のちにインターネットやさまざまな著書にもロペスの名が登場することになった。
レイトナーによる記録が伝えられた1980年代以降、ロペスは「アンデスの怪物」(El Monstruo de Los Andes)と呼ばれ、恐れられるようになる。また、ギネスブックは、ロペスを「個人で最も多くの人間を殺した殺人者」と認定したが、のちに「殺人を競争の題材にするのか」との苦情を受けて、この項目は削除されるに至った。
1998年、コロンビアにある精神病院から釈放されて以来、消息を絶つ。

## 生い立ち
1948年10月8日、トリマ県ベナディーヨで13人兄弟の7番目の子として生まれた。父ミダールド・レイエスはコロンビア保守党員、母ベニルダ・ロペス・デ・カスタニェーダは売春婦であった。ペドロが生まれる6か月前の1948年4月4日、父ミダールドは、コロンビア内戦で銃弾を受けて死んだ。家族は内戦を避けてサンタ・イサベル(Santa Isabel)に引っ越した。父親の不在と、母親による行き過ぎた干渉により、ペドロは不遇な少年時代を過ごした。家はカーテンで仕切られているだけの単一の建物であり、ペドロは母親と複数の「客」とのやり取りを幾度も耳にし、目撃していたが、これがペドロの心に不穏な影響を与えたと見られている。ペドロを含めた13人の兄妹は、娼婦として働く母親の喘ぎ声を毎晩聞かされていた。
なお、母ベニルダによれば、ペドロは礼儀正しい少年であり、教師になりたがっていたというが、本人はのちに「母親から虐待された」と語っている。また、母・ベニルダは、子供たちの世話をほとんど放棄し、幼いペドロを「箒で殴っていた」との証言が残っている。
1957年、8歳のとき、妹の1人に対して性的な行為に及ぼうとしていた（のちのインタビューでは「妹の胸に手を触れていた」という）ところを母に見つかり、ペドロは家から追い出されるも、帰る道を見つけた。のちのロン・レイトナーによるインタビューでは「おふくろは今度は200マイル離れたところに連れて行き、改めて俺を捨てた」という。その後、ある男に声をかけられ、その男に廃屋に連れて行かれ、そこで繰り返し肛門性交を強要されたという。
ペドロはボゴタでストリートチルドレンとなり、残飯を漁りながら暮らし、のちにギャングに加わった。コカインを常用し、荒んだ生活を送った。
本人によれば、10歳のとき、あるアメリカ人の夫婦の計らいでペドロは孤児院に入るが、12歳のときに職員の1人から性的暴行を受け、そこから逃げ出したという。
その後、自動車を盗んでは転売するという形で生計を立てていたが、1969年、21歳のとき、自動車窃盗の容疑で逮捕され、懲役7年の刑で刑務所に収監される。ロペスによれば、そこで少なくとも4人の囚人から輪姦されたという。ロペスはその報復として、自分を強姦した囚人たちの喉を刃物で切り裂いて殺した。のちにこれは「正当防衛」と判断され、刑期を2年追加されるだけに留まった。

## 殺人
ロペスは、「Perdí mi inocencia a la edad de ocho años, así que decidí hacer lo mismo a tantas muchachas jóvenes como pudiera.」（「俺の純潔は8歳で奪われた。できるだけ多くの少女に対して、自分が味わったのと同じ苦しみを味わわせてやる」）と誓うようになったという。
刑務所での刑期を終えたのち、ロペスは、ペルーにて少女たちを殺し始める。ロペスによれば、ペルー全土にて、少なくとも100人以上の少女を殺したという。その際には、「無邪気な表情をしている少女」を探して日中に声をかけたという。ロペスはエクアドル警察に対して「エクアドル人の女の子がお気に入りなんだ。無邪気で、優しく、信用できる。人を疑うってことを知らない。彼女らは、コロンビア人の少女とは違う」と語っている。コロンビア、エクアドル、ペルーを移動し、おもに市場を狩場にし、9～12歳の少女たちに声をかけ、何か奇麗な、光り輝くものを与える約束を交わして誘い出し、郊外の森やホテルの一室で絞殺し、その死体は建築現場や森の奥深くに埋めた。週に2人、ときには3人殺したという。ロン・レイトナーによるインタビューでは、ロペスは以下のように語っている。
- 「親と一緒にいる娘の場合、1人になる瞬間を待って、声をかけたんだ。観光にやって来た、金髪の美しい少女にも声をかけようとしたが、それは叶わなかった。その娘たちの両親がとても用心深くてね」
- 「夜には殺さない。辺りが暗いせいで、相手の目が見えないからね」

ロペスによれば、犠牲者が死ぬまでに「5～15分はかかった」という。
- 「俺は女の子たちを情けをもって殺したよ。彼女らが死んでいるかどうかを確認するために、長時間一緒にいたんだ。まだ息があるかどうか、鏡を使って確認したよ」[5]

血液がまだ流れているかどうかを確かめるために少女らの手首や喉を切り裂いた。少女らが死なずにいた場合、ロペスは改めて止めを刺した。
- 「女の子がまだ生きていた場合は、改めて殺した。女の子たちは悲鳴を上げはしなかった。純真無垢だったよ」[5]。

ロペスは殺人の感覚についても語り、マタドールが死に直面する際の「決定的瞬間」を刮目するために闘牛を見に来る観客たちと自分自身とを比較している。ロペスは犠牲者に対して、子供を愛する親のようにその腕に抱いて警戒心を解き、そのあとに強姦し、その目をじっくりと眺めながら絞め殺した。ロペスは以下のように語っている。
- 「女の子たちの喉元に手をやっているとき、実に素晴らしい、神々しい瞬間が到来するんだ」
- 「彼女らの目を覗き込むと、その目の中の表情の輝きが消える瞬間が見えるのが分かるのさ」
- 「彼女らの命尽きる瞬間は、心を奪われるし、興奮を味わえる。人を殺した経験のある人間なら、俺の言っていることが分かるだろう」
- 「いつの日にか俺が解放されたら、この感覚をまた味わってやる。殺しを再開できるのはとても嬉しいよ。それこそが俺の使命だからな」

少女ばかりを殺した理由については、「鶏肉を食べるようなもんさ。若鶏があるのに、なんでわざわざ古くなった鶏を食べるんだ？」と語っている。
ロペスによれば、ある日、9歳の少女を攫おうとした際、それを目撃したペルーの中南部に住んでいた部族「アヤクチャノス」(Ayacuchanos)に捕らえられた。この部族は、ロペスを疑いの目で見ていたという。部族の族長はロペスの体を縛り、身体に糖蜜をかけて虫に食べさせようとした。そのとき、アメリカ人の女性の宣教師が乗った車が通りかかり、ロペスを処刑しようとした部族に対し、「神をも恐れぬ残酷な行為」であり、「彼を警察に引き渡すのが最適な解決策だ」と述べ、族長を説得した。族長はそれを受け入れ、ロペスは彼女が乗っていたジープの後ろに縛り付けられた状態でそこから去っていった。しかし、彼女はコロンビアの国境付近でロペスを降ろして解放したという。ロペスは「俺は彼女は殺さなかった。年を取り過ぎていて、魅力が薄れていたんでね」と語っている。その後、行方不明の少女の数は増加した。
1980年、エクアドルのアンバートを洪水が襲った。このときに発生した鉄砲水で、行方不明となっていた少女4人の遺体が川岸に打ち上げられた。洪水から数日後のある日、アンバートにあるスーパーマーケットで、ロペスは12歳の少女、マリーを攫おうとするも、一緒にいた母親のカルビーナ・ポベダ(Carvina Poveda)が気付き、助けを求めた。すぐに助けが入り、警察が駆け付けるまでロペスは取り押さえられていた。
ロペスは、最初は警察からの尋問に対して黙秘を貫いていた。警察は、監房内にいるロペスに対し、コルドバ・グディーニョ司祭(Sacerdote Córdoba Gudiño)に面談させることで司祭への信頼を獲得し、罪を自白させようとした。ロペスは司祭に対し、そのおぞましい行為の数々を語った。ロペス自身が敬虔なローマ・カトリック教会の信者であったことも考慮された。司祭は「彼はあまりに野蛮で残忍な行為を私に告白しました。彼の恐るべき告白をこれ以上聴き続けるのは、私には堪えられない」と述べた。
逮捕された数日後、ロペスは自分自身について、「天国へ向かう魂を収集する神の使い」であり、「俺が殺した女の子たちはまっすぐ天国へ行けるのさ」と主張していた。犠牲者を埋葬した場所については、ロペス自身も覚えていないところがあるという。また、刑務所での暮らしについては「時間の無駄だった」と言い切っている。少女を殺して1日か2日経つと、自分が犠牲者を埋めた場所に向かい、犠牲者の遺体を掘り起こしてから犯し、その後に再び埋めたという。
逮捕されるまでに犯した300件を超える殺人を自供し、司祭はロペスの口から語られた情報を警察に提供した。警察は当初、ロペスの自供を信じてはいなかった。現場検証の際、ロペスは自分が死体を埋めた場所を警察に案内した。ロペスの自供により、少なくとも53体の遺体が発見され、警察はロペスの自供を信じるようになった。この53体の遺体が発見されてから、「アンデスの怪物」の異名で呼ばれるようになった。ロン・レイトナーがインタビューを行った際、ロペスは自身を「影響力溢れる逸材」と称した。のちに釈放されることになるが、その理由については「『お行儀良く振舞っているから』さ」と述べ、「世間は俺のことを忘れやしない」と語った。
ロペスに関して、AP通信が伝えた報道の中で現存しているものでは、1980年7月と1981年1月に配信した2つがある。前者は「ロペスが逮捕され、100人を超える少女を殺害した容疑で有罪判決を受けた」こと、後者は「300件を超える性的暴行及び殺人を自供した」ことである。
ロペスに対して心理検査を実施したところ、「反社会性人格障害があり、悪辣な人物であり、『良心』や『他人への共感』を持たず、言葉による人心掌握と欺瞞の術に長けている」という。

## 行方不明
エクアドルで裁判にかけられたロペスは、1981年7月31日、16年の禁固刑を宣告された。エクアドルで死刑が執行されたのは1884年が最後であり、それ以降は執行されておらず（1906年に廃止）、禁固は同国において殺人罪に科される最高刑であった。殺人犯を釈放することについて尋ねられた刑務大臣のパブロ・ファゲロ(Pablo Faguero)は、以下のように述べた。
「奇妙に聞こえるかもしれないが、それが我が国の法律だ。エクアドルの大統領が革命や軍事クーデターを起こされて殺されるのを防ぐ目的で、『20年以上は死刑判決が下されず、刑も執行されない』という法律が100年以上も前に可決された。法律は人道的であるように思われた。過去には4頭の馬を使って身体を引き裂いて殺すという残忍な処刑方法があった」
1994年8月31日、ロペスはエクアドルの首都・キトにあったガルスィア・モレノ刑務所(Penal García Moreno, 2014年12月19日以降は博物館となった)から釈放された。ロペスは2台の護衛車両とともに護送され、飲料水の入ったペットボトル、新しい靴、シャツ、ズボン、少量のコロンビア・ペソと食料が入った荷物が手渡され、コロンビアの国境付近で解放された。エクアドル当局によれば、ロペスはエクアドルに滞在するためのビザを持っていなかったため、国外追放処分にしたという。コロンビア当局は、20年前にロペスが犯した殺人の容疑で有罪判決を下そうとしたが、ロペスは「正気を失っている」と判断され、1995年にボゴタにある精神病院に収容された。1998年、ロペスは「正気である」と判断され、50ドルの保釈金を支払って保釈された。「月に一度、裁判所に出頭する」という条件付きであったが、ロペスが出頭したことは一度も無かった。保釈後、ロペスは老いた母のもとを訪れ、遺産を要求するも母は拒んだ。ロペスは母が所有していたベッドと椅子を外に運び出し、通りを歩く人々にそれらを売った。そして、母の手からなけなしの金を奪うと去って行ったという。その後のロペスの消息は不明のままである。母・ベニルダは「息子はまだどこかで生きている」と語っている。また、息子の犯行については「私のせいではない」と言い切っている。
2002年、インターポールは、コロンビア政府に対して、新たな殺人容疑でロペスを逮捕するよう勧告を出し、ロペスは警察による指名手配を受けている。
1999年11月22日、コロンビアの首都・ボゴタの国家登録局で市民権の証明書（カード番号「80092633」）を申請するロペスの姿が目撃されていた。ロペスは身分証明書番号「1616617」を使い、コロンビアの司法当局を欺いた。これは、1939年9月29日にウイラ県アイペ(Aipe, Huila)で生まれたイズラエール・セスペデス(Israel Céspedes)のものであった。
2012年、ボヤカ県のトゥンハでアンドレア・マルセラ・ガルスィア・ブイトラゴ(Andrea Marcela García Buitrago)という少女が殺害された。この殺人事件について、コロンビアのテレビ番組『Crónicas RCN』は、ロペスの最初の犠牲者、フロール・アルバ・サンチェス(Flor Alba Sánchez)が殺されたときの特徴から判断して「アンデスの怪物による犯行の可能性がある」と報じた。
法医学の専門家、ルイス・ヒメネス(Luis Jiménez)は、ロペスについて「彼はサイコパスの殺人犯であり、優れた知性の持ち主だ。追跡可能な証拠をほとんど残さない」「ペドロ・アロンソ・ロペスが、コロンビア、エクアドル、ペルーで300人を超える少女を強姦し、殺害できたのも、彼の『優れた知性』と『物事を巧みに処理する能力』があったゆえだ」と述べている。

## 参考
1. 1 2 3 4 5  Matthew White (2005年2月). “Who is Pedro Lopez?”. 2005年3月6日時点のオリジナルよりアーカイブ。2013年10月16日閲覧。
2. 1 2 3 4 5 6 7  “Pedro Alonzo Lopez Biography”.   Biography.com. 2019年12月6日閲覧。
3. 1 2  Francisco Hernández. “Pedro Alonso López: Asesinos seriales que impactaron al mundo”.   El Sol de Hermosillo. 2021年1月30日時点のオリジナルよりアーカイブ。2022年10月15日閲覧。
4. ↑  Roger Boar, Nigel Blundell (1990). The World's Most Infamous Murders. Hamlyn. p. 116 -118. ISBN 0600570088
5. 1 2 3 4 5 6 7 8 9 10 11 12 13 14 15 16 17 18  “Worst Serial Killer Released”. Ron Laytner.   Edit International (2009年1月31日). 2011年7月10日時点のオリジナルよりアーカイブ。2019年12月6日閲覧。
6. ↑  “Most prolific serial killer” (2015年2月16日). 2019年12月6日時点のオリジナルよりアーカイブ。2019年12月6日閲覧。
7. ↑  Willis Goth Regier (2007). In Praise of Flattery. ISBN 978-0803239692
8. ↑  “El misterio de Pedro Alonso López, el ‘Monstruo de los Andes’”.   RCN Radio (2018年11月13日). 2022年3月2日時点のオリジナルよりアーカイブ。2022年10月15日閲覧。
9. 1 2 3 4 5  JULIÁN VIVAS (2018年11月13日). “Pedro Alonso López 'El Monstruo de los Andes'”.   El Tiempo. 2018年11月13日時点のオリジナルよりアーカイブ。2022年10月15日閲覧。
10. 1 2 3 4 5 6 7  Paco Delgado (2020年7月18日). “El monstruo de los Andes: violación y asesinato de 300 niñas, enterrado vivo y en paradero desconocido”. 2020年7月19日時点のオリジナルよりアーカイブ。2022年10月15日閲覧。
11. 1 2 3 4  “El “monstruo de los Andes” está en libertad: asesinó a 300 menores en Colombia, Ecuador y Perú”.   Clarin (2020年9月6日). 2020年9月18日時点のオリジナルよりアーカイブ。2022年10月15日閲覧。
12. 1 2  Nick Pearson (2018年12月5日). “World's second worst serial killer walked free from prison”. Nine News. 2019年4月15日時点のオリジナルよりアーカイブ。2019年11月30日閲覧。
13. ↑  Yalilé Loaiza (2021年8月29日). “El Monstruo de los Andes, el asesino serial que mató más de 300 niñas en Ecuador, Colombia y Perú y desapareció del mapa”.   Infobae. 2021年8月29日時点のオリジナルよりアーカイブ。2022年10月15日閲覧。
14. 1 2 3  Absalón Jiménez Becerra (2012). Infancia - Ruptura y discontinuidades de su historia en Colombia. Ecoe Ediciones. p. 58. ISBN 978-9586489164
15. ↑  “Pedro Alonso LÓPEZ”.   CRIMINALIA. 2017年8月2日時点のオリジナルよりアーカイブ。2022年10月15日閲覧。
16. 1 2 3  REDACCIÓN EL TIEMPO (1994年3月12日). “QUEDARÍA LIBRE EL MONSTRUO DE LOS ANDES”.   EL TIEMPO. 2021年12月3日時点のオリジナルよりアーカイブ。2022年10月15日閲覧。
17. ↑  “Conoce la Aterradora Historia de “El Monstruo de los Andes””. 2020年8月5日時点のオリジナルよりアーカイブ。2022年10月7日閲覧。
18. ↑  Carlina Ramon; Maria Masabanda Inde; Carlos Jácome; Pat Brennan (2004). The Monster of the Andes. A&E Television Networks. ISBN 0-7670-7897-7.{{cite AV media}}:  CS1メンテナンス: 複数の名前/author (カテゴリ)
19. ↑  “Why Did They Free Pedro López, the Monster of the Andes?”. Criminal. 2019年11月21日閲覧。
20. ↑  Virginia Mayer. “¿Quién mató a Andrea Marcela García Buitrago?”.   kienyke. 2012年11月18日時点のオリジナルよりアーカイブ。2022年10月15日閲覧。
21. ↑  Alfredo Serra. “El misterio de "El monstruo de los Andes", el mayor asesino serial de la historia moderna del que hace 20 años no se tienen noticias”.   Infobae. 2019年2月3日時点のオリジナルよりアーカイブ。2022年10月15日閲覧。